# Lissonota carbonaria
Lissonota carbonaria är en stekelart som beskrevs av Holmgren 1860. Lissonota carbonaria ingår i släktet Lissonota och familjen brokparasitsteklar. Arten är reproducerande i Sverige. Inga underarter finns listade i Catalogue of Life.